# ETV
Естонське телебачення або ЕТВ (ест. Eesti Televisioon, ETV) — естонський громадський телевізійний канал, в 1990—2007 роках також естонська державна телеорганізації.

## Історія
19 липня 1955 року Радіоуправління Естонської РСР запустило телеканал ETV. Спочатку канал транслював тільки випуски новин «Актуальна камера» (Aktuaalne kaamera). У 1955 — 1965 роках ЕТВ носило назву «Таллінська студія телебачення» (ест. Tallinna Televisioonistuudio) під керівництвом Володимира Іванова.
У 1957 році Радіоуправління Естонської РСР було реорганізовано у Державний комітет ЕРСР з питань телебачення та радіомовлення (Держтелерадіо ЕРСР).
У 1970-х — 1980-х роках в ефірі каналу з'явилися фільми, дитячі, музичні, спортивні та тематичні передачі.
У 1972 році режисер Естонського телебачення Мати Тальвик та оператор Марк Сохар запросили Володимира Висоцького до Таллінна на зйомки телевізійної передачі про нього. Незважаючи на те, що керівництво студії зажадало від режисера не згадувати в назві програми ім'я Висоцького і вирізати пісню « Я не люблю», що виконувалася там, передача все ж таки вийшла в ефір у другій половині 1972 року.
Телеглядачам колишнього СРСР добре відома популярна передача Естонського телебачення «Телевізійне знайомство» (ест. Teletutvus), що транслювалася за часів Перебудови також за всесоюзними програмами. У 1988 році автор і ведучий Урмас Отт отримав за цю передачу премію Спілки журналістів СРСР.
У 1990 році Держтелерадіо Естонської РСР було поділено на Естонське радіо та Естонське телебачення. 1 жовтня 1993 року втратила монополію на телебачення (до цього ділила її лише з Держтелерадіо СРСР) — було запущено перший у країні комерційний телеканал «Канал 2». У тому ж році ETV увійшло до Європейського мовного союзу.
1 червня 2007 року відповідно до Закону Естонської Республіки про суспільно-правове телерадіомовлення, прийнятого Парламентом Естонії 18 січня 2007 року, Естонське телебачення та Естонського радіо були об'єднані в Естонську громадську телерадіомовну корпорацію (ест. Eesti Rahvusringhääling).
2011 року телеканал ETV перейшов на формат мовлення 16:9.

## Зона мовлення
- Зона мовлення аналогового телебачення — Карта з сайту ЕТВ
- Зона мовлення цифрового телебачення — Карта з сайту ЕТВ

Програми ЕТВ доступні 99,96 % жителям Естонії як в ефірі, так і через супутникові та кабельні мережі. Стандарт мовлення — B, G / PAL, NICAM STEREO

## Логотип
У логотипі ліворуч від назви каналу ETV, оформленого малими літерами, знаходиться інтерактивний годинник, що показує талінський час, офіційно прив'язаний до східноєвропейського. У статичному варіанті, який раніше використовувався в ефірі, «час» на стилізованому годиннику логотипу відзначено як 10 годин 05 хвилин.